# Démonok között univerzum
A Démonok között egy amerikai horrorfilmsorozat, amelyet főként a New Line Cinema, a The Safran Company és az Atomic Monster Productions állított elő és a Warner Bros. Pictures terjesztett. A filmek drámai felvételeket mutatnak Ed és Lorraine Warren, a paranormális kutatók és szerzők valós életével kapcsolatban, amelyek kiemelkedő, mégis ellentmondásos esettel fordulnak elő. A fő sorozat követi a Warren házaspár kísérleteit, hogy segítséget nyújtsanak az embereknek, akiket démonok vagy szellemek szálltak meg, míg a spin-off filmek a Warrenék által érintett egyes entitások eredetére összpontosítanak.

## Áttekintés
A franchise jelenleg kettő filmből áll: Démonok között (2013) és a Démonok között 2 (2016), mindkét filmet James Wan rendezte, Peter Safran és Rob Cowan voltak a producerei, valamint Chad Hayes és Carey W. Hayes írták. A történet két olyan híres paranormális ügyről szól, amelyek Warrenék részei voltak, az első film a Perron család eseteit ábrázolja, akik zavaró eseményeket tapasztalnak újonnan megvett Rhode Island-i házukban, a második rész végigköveti Warrenéket, amikor Londonba utaznak, hogy segítsenek a Hodgson családon, akiknek a házát rendkívül gonosz szellemek szállták meg. A négy gyermekével élő édesanya középső lányát megszállják. Ednek és Lorraine-nek, talán ez az életük egyik legvérfagyasztóbb estéje, melyben mindent be kell verniük, hogy véglegesen megtisztítsák a házat. A franchise harmadik részét, a Démonok között – Az ördög kényszerített című folytatást 2021-ben mutatták be.
A franchise még tartalmazza az Annabelle (2014) című filmet is, melyet John R. Leonetti, a Démonok között operatőre rendezett, és Peter Safran és James Wan voltak a producerei, a történet egy Annabelle nevű baba eredetét mutatja be, mielőtt Warrenék kapcsolatba léptek vele az első film kezdetén. A második film pedig az előzményeket mutatja be, David F. Sandberg rendezésében.
Az újabb spin-off film, Az apáca (2018), a régi időben játszódik és a Démonok között 2-ből megismert apácáról szól. További spin-off film a The Crooked Man szintén a Démonok között 2-ből megismert Görbe emberről fog szólni, a film még munkálatok alatt áll.
Mindkét Démonok között film pozitív visszajelzéseket kapott mint a kritikusok, mint a horror rajongók által, dicséretet nyert James Wan a rendezői és főszereplős előadásaihoz, különösen Patrick Wilson és Vera Farmiga színészi alakításáért, mint Ed és Lorraine. A kritikusok elismerték, hogy ezen filmeknek hatásuk volt a popkultúrára, valamint a modern horrorfilmek gyártására egyaránt. Az Annabelle filmsorozat első része vegyes volt a negatív kritikákat illetően, az Annabelle 2 – A teremtés általában pozitív visszajelzéseket kapott.

## Filmek
| Film                                       | Amerikai mozibemutató | Magyar mozibemutató   | Rendező               | Író                                                             | Író                                    | Producer                                      | Státusz               |
| Film                                       | Amerikai mozibemutató | Magyar mozibemutató   | Rendező               | Forgatókönyvíró                                                 | Történetíró                            | Producer                                      | Státusz               |
| Démonok között filmek                      | Démonok között filmek | Démonok között filmek | Démonok között filmek | Démonok között filmek                                           | Démonok között filmek                  | Démonok között filmek                         | Démonok között filmek |
| ------------------------------------------ | --------------------- | --------------------- | --------------------- | --------------------------------------------------------------- | -------------------------------------- | --------------------------------------------- | --------------------- |
| Démonok között                             | 2013. július 15.      | 2013. szeptember 19.  | James Wan             | Chad Hayes & Carey W. Hayes                                     | Chad Hayes & Carey W. Hayes            | Tony DeRosa-Grund, Peter Safran and Rob Cowan | Kiadva                |
| Démonok között 2.                          | 2016. június 10.      | 2016. június 9.       | James Wan             | Chad Hayes, Carey W. Hayes & James Wan and David Leslie Johnson | Chad Hayes, Carey W. Hayes & James Wan | Peter Safran, Rob Cowan and James Wan         | Kiadva                |
| Démonok között 3. – Az ördög kényszerített | 2021. június 4.       | 2021. június 10.      | Michael Chaves        | David Leslie Johnson                                            | David Leslie Johnson                   | Peter Safran and James Wan                    | Kiadva                |
| Annabelle filmek                           |                       |                       |                       |                                                                 |                                        |                                               |                       |
| Annabelle                                  | 2014. október 3.      | 2014. október 16.     | John R. Leonetti      | Gary Dauberman                                                  | Gary Dauberman                         | Peter Safran and James Wan                    | Kiadva                |
| Annabelle 2. – A teremtés                  | 2017. augusztus 11.   | 2017. augusztus 10.   | David F. Sandberg     | Gary Dauberman                                                  | Gary Dauberman                         | Peter Safran and James Wan                    | Kiadva                |
| Annabelle 3. – Hazatérés                   | 2019. június 28.      | 2019. június 27.      | Gary Dauberman        | Gary Dauberman                                                  | James Wan & Gary Dauberman             | Peter Safran and James Wan                    | Kiadva                |
| Az apáca filmek                            |                       |                       |                       |                                                                 |                                        |                                               |                       |
| Az apáca                                   | 2018. szeptember 7.   | 2018. szeptember 6.   | Corin Hardy           | Gary Dauberman                                                  | James Wan & Gary Dauberman             | Peter Safran and James Wan                    | Kiadva                |
| Az apáca 2.                                | 2023. Szeptember 8.   | 2023. Szeptember 7.   | n.a.                  | Akela Cooper                                                    | Akela Cooper                           | Peter Safran and James Wan                    | Fejlesztés            |
| Egyéb filmek                               |                       |                       |                       |                                                                 |                                        |                                               |                       |
| A gyászoló asszony átka                    | 2019. április 19.     | 2019. április 18.     | Michael Chaves        | Mikki Daughtry & Tobias Iaconis                                 | Mikki Daughtry & Tobias Iaconis        | James Wan, Gary Dauberman and Emile Gladstone | Kiadva                |
| The Crooked Man                            | n.a.                  | n.a.                  | n.a.                  | Mike Van Waes                                                   | James Wan                              | Peter Safran and James Wan                    | Fejlesztés            |

## Idővonal
| # | Film                                       | Év   |
| - | ------------------------------------------ | ---- |
| 1 | Az apáca                                   | 1952 |
| 2 | Az apáca 2.                                | 1953 |
| 3 | Annabelle 2. – A teremtés                  | 1955 |
| 4 | Annabelle                                  | 1967 |
| 5 | Démonok között                             | 1971 |
| 6 | Annabelle 3. – Hazatérés                   | 1972 |
| 7 | A gyászoló asszony átka                    | 1973 |
| 8 | Démonok között 2.                          | 1977 |
| 9 | Démonok között 3. – Az ördög kényszerített | 1981 |

## Szereplők
| Karakterek                 | Démonok között filmek | Démonok között filmek   | Démonok között filmek   | Annabelle filmek  | Annabelle filmek              | Annabelle filmek             | Az apáca filmek  | Az apáca filmek   | Egyéb filmek                   | Egyéb filmek           |
| Karakterek                 | Démonok között (2013) | Démonok között 2 (2016) | Démonok között 3 (2021) | Annabelle (2014)  | Annabelle 2 A teremtés (2017) | Annabelle 3 Hazatérés (2019) | Az apáca (2018)  | Az apáca 2 (n.a.) | A gyászoló asszony átka (2019) | The Crooked Man (n.a.) |
| -------------------------- | --------------------- | ----------------------- | ----------------------- | ----------------- | ----------------------------- | ---------------------------- | ---------------- | ----------------- | ------------------------------ | ---------------------- |
| Edward "Ed" Warren         | Patrick Wilson        | Patrick Wilson          | Patrick Wilson          | Patrick Wilson    |                               | Patrick Wilson               | Patrick Wilson   |                   |                                |                        |
| Lorraine Warren            | Vera Farmiga          | Vera Farmiga            | Vera Farmiga            |                   |                               | Vera Farmiga                 | Vera Farmiga     |                   |                                |                        |
| Annabelle Démon            | Megjelent             | Megjelent               |                         | Joseph Bishara    | Joseph Bishara                |                              |                  |                   |                                |                        |
| Janice "Annabelle" Higgins |                       |                         |                         | Tree O'Toole      | Tree O'Toole                  |                              |                  |                   |                                |                        |
| Janice "Annabelle" Higgins | Keira Daniels         | Talitha Bateman         |                         |                   |                               |                              |                  |                   |                                |                        |
| Annabelle "Bee" Mullins    | Keira Daniels         |                         |                         |                   | Samara Lee                    |                              |                  |                   |                                |                        |
| Annabelle "Bee" Mullins    | Keira Daniels         | Fred Tatasciore         |                         |                   |                               |                              |                  |                   |                                |                        |
| Drew Thomas                | Shannon Kook          | Shannon Kook            |                         |                   |                               |                              |                  |                   |                                |                        |
| Judy Warren                | Sterling Jerins       | Sterling Jerins         |                         |                   |                               | Mckenna Grace                | Sterling Jerins  |                   |                                |                        |
| Gordon atya                | Steve Coulter         | Steve Coulter           |                         |                   |                               | Steve Coulter                |                  |                   |                                |                        |
| Bathsheba                  | Joseph Bishara        |                         |                         |                   |                               |                              |                  |                   |                                |                        |
| Valak                      |                       | Joseph Bishera          |                         |                   |                               |                              |                  |                   |                                |                        |
| Apáca démon                |                       | Bonnie Aarons           |                         |                   | Bonnie Aarons                 |                              | Bonnie Aarons    | Bonnie Aarons     |                                |                        |
| Görbe ember                |                       | Javier Botet            |                         |                   |                               |                              |                  |                   |                                |                        |
| Debbie                     | Morganna Bridgers     |                         |                         | Morganna Bridgers |                               |                              |                  |                   |                                |                        |
| Camilla                    | Amy Tipton            |                         |                         | Amy Tipton        |                               |                              |                  |                   |                                |                        |
| Rick                       | Zach Pappas           |                         |                         | Zach Pappas       |                               |                              |                  |                   |                                |                        |
| Mia Form                   |                       |                         |                         | Annabelle Wallis  |                               |                              |                  |                   |                                |                        |
| John Form                  |                       |                         |                         | Ward Horton       |                               |                              |                  |                   |                                |                        |
| Pete Higgins               |                       |                         |                         | Brian Howe        | Brian Howe                    |                              |                  |                   |                                |                        |
| Sharon Higgins             |                       |                         |                         | Kerry O'Malley    | Kerry O'Malley                |                              |                  |                   |                                |                        |
| Irene nővér                |                       |                         |                         |                   |                               |                              |                  |                   |                                |                        |
| Victoria nővér             |                       |                         |                         |                   |                               |                              |                  |                   |                                |                        |
| Burke atya                 |                       |                         |                         |                   |                               |                              |                  |                   |                                |                        |
| Oana nővér                 |                       |                         |                         |                   |                               |                              |                  |                   |                                |                        |
| Gregoro                    |                       |                         |                         |                   |                               |                              |                  |                   |                                |                        |
| Frenchie                   | Christof Veillon      |                         |                         |                   |                               |                              | Christof Veillon |                   |                                |                        |
| Christian nővér            |                       |                         |                         |                   |                               |                              |                  |                   |                                |                        |
| Marquis                    |                       |                         |                         |                   |                               |                              |                  |                   |                                |                        |
| Carolyn Perron             | Lili Taylor           |                         |                         |                   |                               |                              | Lili Taylor      |                   |                                |                        |
| A görbe ember              | Javier Botet          |                         |                         |                   |                               |                              |                  |                   |                                |                        |